# خابي لام
خابي لام (من مواليد 9 مارس 2000) هو تيك توكر سنغالي، حصل على الجنسية الإيطالية. اشتهر بمقاطعه الكوميدية القصيرة حيث يشير بسخرية إلى الأشخاص الذين يعقدون المهام البسيطة دون سبب على الإطلاق. اعتبارًا من يوليو 2021، يعد لام أكثر حساب تيك توك متابعة.

## حياة سابقة
ولد لام في السنغال في 9 مارس 2000. انتقلت عائلته إلى مجمع سكني عام في شيفاسو بإيطاليا عندما كان عمره سنة واحدة. لديه ثلاثة أشقاء. درس في المدارس الإيطالية حتى بلغ الرابعة عشرة من عمره، عندما قرر والداه إرساله مؤقتًا للدراسة في مدرسة قرآنية بالقرب من داكار. عمل لامي كمشغل لآلة سي إن سي [الإنجليزية] في مصنع بالقرب من تورينو، قبل أن يتم تسريحه من منصبه في مارس 2020.

## حياة مهنية
بدأ لام بالنشر على تيك توك في مارس 2020 خلال عمليات الإغلاق كوفيد-19. في ديسمبر 2020، صمم لمجلة دي إل يو آي ريبوبليكا. في 26 أبريل 2021، تفوق على جيانلوكا فاتشي بصفته أكثر تيك توكر إيطالي متابعة. لدى لام حاليًا أكثر من 140.1 مليون متابع على تيك توك. لديه أيضًا أكثر من 78 مليون متابع على إنستغرام بعد أن تغلب على كيارا فيراجني باعتبارها أكثر إيطالية متابعة على المنصة. ويعد لام أكثر تيك توكر متابعة في إيطاليا وجميع أنحاء العالم.

## الحياة الشخصية
لام مخطوب لزايرا نوسي من شاكا المعروفة على إنستغرام في أكتوبر 2020.